# Pescara Calcio 1993-1994
Questa pagina raccoglie le informazioni riguardanti il Pescara Calcio nelle competizioni ufficiali della stagione 1993-1994.

## Stagione
Dopo la dolorosa retrocessione all'ultimo posto dal campionato di Serie A, a Vincenzo Zucchini allenatore dei biancazzurri per l'ultima parte della precedente stagione viene affiancato Gianni Corelli: il campionato parte in salita a causa della penalizzazione di 3 punti inflitta dalla giustizia sportiva in seguito alla vicenda nota come "la maga e il serpente", avente ad oggetto la combine della partita Taranto-Pescara valida per la penultima giornata della Serie B 1991-1992 terminata con la vittoria dei padroni di casa, decisiva ai fini della salvezza degli ionici.
Con una sola vittoria nelle prime sei giornate e la tifoseria in aperta contestazione maggiormente nei confronti di Corelli rispetto ad uno Zucchini ben visto dalla piazza in quanto storico capitano e bandiera del Delfino, il tandem estense viene sollevato dall'incarico a vantaggio dell'ingaggio di mister Franco Scoglio: il particolare approccio del Professore non fa breccia né sull'ambiente né soprattutto sulla squadra, sicché dopo il pareggio di Monza e la sonora sconfitta interna per 0-3 contro l'Andria Scibilia decide l'immediato esonero del tecnico.
Vista la deficitaria classifica e le difficoltà della squadra la scelta cade sulla figura di Giorgio Rumignani, allenatore già protagonista nelle stagioni precedenti di importanti salvezze con Andria e Barletta: dopo il clamoroso pareggio per 0-0 strappato in 9 contro 11 nella partita di esordio al Franchi di Firenze contro i futuri vincitori del campionato, il Pescara risolleva le proprie sorti e spinta dai 14 gol di Andrea Carnevale (arrivato dall'Udinese nell'ambito dello scambio con Stefano Borgonovo avvenuto nel mercato di riparazione) arriva ad una sofferta salvezza diretta grazie alla favorevole classifica avulsa nel confronto con Acireale e Pisa, arrivate anch'esse a totalizzare 35 punti a fine campionato.

## Rosa
| N. |                   | Ruolo | Calciatore         |
| -- | ----------------- | ----- | ------------------ |
|    | Italia (bandiera) | D     | Salvatore Alfieri  |
|    | Italia (bandiera) | A     | Edi Bivi           |
|    | Italia (bandiera) | A     | Stefano Borgonovo  |
|    | Italia (bandiera) | D     | Andrea Carnevale   |
|    | Italia (bandiera) | C     | Giacomo Ceredi     |
|    | Italia (bandiera) | A     | Giuseppe Compagno  |
|    | Italia (bandiera) | C     | Emiliano De Juliis |
|    | Italia (bandiera) | D     | Giacomo Dicara     |
|    | Italia (bandiera) | C     | Alfonso Di Marco   |
|    | Italia (bandiera) | C     | Elio Di Toro       |
|    | Italia (bandiera) | C     | Massimo Epifani    |
|    | Italia (bandiera) | C     | Stefano Ferretti   |
|    | Italia (bandiera) | C     | Gianluca Gaudenzi  |

| N. |                      | Ruolo | Calciatore               |
| -- | -------------------- | ----- | ------------------------ |
|    | Italia (bandiera)    | C     | Stefano Impallomeni      |
|    | Italia (bandiera)    | D     | Giovanni Loseto          |
|    | Italia (bandiera)    | C     | Franco Marchegiani       |
|    | Italia (bandiera)    | P     | Ivan Martinelli          |
|    | Italia (bandiera)    | A     | Frederic Massara         |
|    | Senegal (bandiera)   | D     | Roger Mendy              |
|    | Italia (bandiera)    | D     | Salvatore Antonio Nobile |
|    | Italia (bandiera)    | C     | Ottavio Palladini        |
|    | Italia (bandiera)    | P     | Fabrizio Pisano          |
|    | Italia (bandiera)    | D     | Ubaldo Righetti          |
|    | Italia (bandiera)    | P     | Marco Savorani           |
|    | Danimarca (bandiera) | D     | John Sivebæk             |
|    | Italia (bandiera)    | C     | Angelo Terracenere       |

## Risultati

### Serie B

#### Girone di andata
| Arbitro: | Bolognino (Milano) |

|               |           |               |
| Scarafoni 50’ | Marcatori | 46’ Palladini |

| Arbitro: | Fucci (Salerno) |

|          |           |                       |
| Bivi 75’ | Marcatori | 49’ Rastelli 54’ Paci |

| Arbitro: | Stafoggia (Pesaro) |

|                     |           |          |
| Landucci 85’ (aut.) | Marcatori | 24’ Hagi |

| Arbitro: | Bazzoli (Merano) |

|                                 |           |  |
| Franceschetti 11’ Galderisi 43’ | Marcatori |  |

| Arbitro: | Treossi (Forlì) |

|                                     |           |                 |
| Dicara 50’ Sivebæk 75’ Compagno 84’ | Marcatori | 17’ Mascheretti |

| Arbitro: | Nepi (Viterbo) |

|                              |           |                        |
| Rizzolo 19’, 26’ De Rosa 43’ | Marcatori | 40’ Bivi 66’ Borgonovo |

| Arbitro: | Pellegrino (Barcellona Pozzo di Gotto) |

|  |           |                  |
|  | Marcatori | 21’, 55’ Inzaghi |

| Arbitro: | Brignoccoli (Ancona) |

|               |           |               |
| Artistico 49’ | Marcatori | 39’ Borgonovo |

| Arbitro: | Borriello (Torre del Greco) |

|  |           |                                  |
|  | Marcatori | 44’ Quaranta 50’, 85’ Insanguine |

| Firenze 31 ottobre 1993 10ª giornata | Fiorentina      | 0 – 0 referto | Pescara | Stadio Artemio Franchi\| Arbitro: \| Bettin (Padova) \| |
| Arbitro:                             | Bettin (Padova) |               |         |                                                         |

| Arbitro: | Boggi (Agropoli) |

|                        |           |  |
| Zanonchelli 50’ (aut.) | Marcatori |  |

| Venezia 21 novembre 1993 12ª giornata | Venezia                  | 0 – 0 referto | Pescara | Stadio Pier Luigi Penzo\| Arbitro: \| Angelo Bonfrisco (Monza) \| |
| Arbitro:                              | Angelo Bonfrisco (Monza) |               |         |                                                                   |

| Arbitro: | Pairetto (Nichelino) |

|               |           |  |
| Carnevale 59’ | Marcatori |  |

| Arbitro: | Dinelli (Lucca) |

|                             |           |  |
| Francioso 28’ Buonocore 81’ | Marcatori |  |

| Arbitro: | Borriello (Torre del Greco) |

|                                 |           |                     |
| Massara 19’ Ferretti 86’ (rig.) | Marcatori | 55’ (rig.) Agostini |

| Modena 18 dicembre 1993 16ª giornata | Modena                | 0 – 0 referto | Pescara | Stadio Alberto Braglia\| Arbitro: \| Racalbuto (Gallarate) \| |
| Arbitro:                             | Racalbuto (Gallarate) |               |         |                                                               |

| Arbitro: | Bettin (Padova) |

|             |           |               |
| Alfieri 44’ | Marcatori | 18’ Tovalieri |

| Arbitro: | Pacifici (Roma) |

|                                                 |           |                                 |
| D'Ignazio Pulpito 32’ Gasparini 44’ Bonaldi 51’ | Marcatori | 53’ Compagno 66’, 86’ Carnevale |

| Arbitro: | Cesari (Genova) |

|                                |           |                         |
| Alfieri 45’ Massara 82’ (rig.) | Marcatori | 44’ Sconziano 59’ Lemme |

#### Girone di ritorno
| Arbitro: | Racalbuto (Gallarate) |

|                           |           |               |
| Carnevale 45’ Alfieri 88’ | Marcatori | 55’ Piraccini |

| Arbitro: | Rosica (Roma) |

|                   |           |  |
| Pistella 63’, 90’ | Marcatori |  |

| Arbitro: | Franceschini (Bari) |

|                                  |           |            |
| Hagi 57’ Gallo 59’ Schenardi 84’ | Marcatori | 19’ Ceredi |

| Arbitro: | Braschi (Prato) |

|            |           |                                        |
| Nobile 29’ | Marcatori | 12’ Maniero 74’ Gabrieli 87’ Simonetta |

| Arbitro: | Collina (Viareggio) |

|            |           |             |
| Lucidi 36’ | Marcatori | 9’ Compagno |

| Arbitro: | Tombolini (Ancona) |

|                          |           |                        |
| Dicara 45’ Carnevale 69’ | Marcatori | 21’ Battaglia 66’ Soda |

| Arbitro: | Stafoggia (Pesaro) |

|                       |           |           |
| Inzaghi 62’, 68’, 76’ | Marcatori | 85’ Mendy |

| Arbitro: | Quartuccio (Torre Annunziata) |

|                          |           |                   |
| Carnevale 48’ Dicara 78’ | Marcatori | 66’ (aut.) Dicara |

| Arbitro: | Cardona (Reggio Calabria) |

|  |           |               |
|  | Marcatori | 20’ Carnevale |

| Arbitro: | Quartuccio (Torre Annunziata) |

|             |           |  |
| Massara 60’ | Marcatori |  |

| Arbitro: | Ceccarini (Livorno) |

|              |           |  |
| Bierhoff 87’ | Marcatori |  |

| Arbitro: | Brignoccoli (Ancona) |

|                                       |           |               |
| Massara 2’ Carnevale 62’ Compagno 86’ | Marcatori | 85’ Carruezzo |

| Arbitro: | Pellegrino (Barcellona Pozzo di Gotto) |

|           |           |              |
| Muzzi 53’ | Marcatori | 73’ Gaudenzi |

| Arbitro: | Beschin (Legnago) |

|                                                     |           |           |
| Ferretti 47’ Nobile 55’ Carnevale 76’ Palladini 85’ | Marcatori | 57’ Vieri |

| Arbitro: | Collina (Viareggio) |

|                           |           |  |
| Hervatin 75’ Agostini 90’ | Marcatori |  |

| Arbitro: | Baldas (Trieste) |

|                                             |           |                 |
| Nobile 45’ Palladini 60’ Carnevale 73’, 90’ | Marcatori | 33’, 88’ Chiesa |

| Arbitro: | Amendolia (Messina) |

|                           |           |                                |
| Protti 10’, 40’ Paulo 58’ | Marcatori | 3’ Carnevale 16’, 36’ Compagno |

| Arbitro: | Brignoccoli (Ancona) |

|                             |           |                       |
| Carnevale 15’ Palladini 72’ | Marcatori | 3’ Cecchini 71’ Conte |

| Arbitro: | Pairetto (Nichelino) |

|  |           |                           |
|  | Marcatori | 6’ Carnevale 63’ Compagno |

### Coppa Italia

#### Turni preliminari
| Arbitro: | Treossi (Forlì) |

|                          |           |               |
| La Rosa 50’ Rizzioli 99’ | Marcatori | 56’ Palladini |

## Statistiche

### Statistiche di squadra
| Competizione | Punti       | In casa | In casa | In casa | In casa | In casa | In casa | In trasferta | In trasferta | In trasferta | In trasferta | In trasferta | In trasferta | Totale | Totale | Totale | Totale | Totale | Totale | DR |
| Competizione | Punti       | G       | V       | N       | P       | Gf      | Gs      | G            | V            | N            | P            | Gf           | Gs           | G      | V      | N      | P      | Gf     | Gs     | DR |
| ------------ | ----------- | ------- | ------- | ------- | ------- | ------- | ------- | ------------ | ------------ | ------------ | ------------ | ------------ | ------------ | ------ | ------ | ------ | ------ | ------ | ------ | -- |
| Serie B      | 35          | 19      | 10      | 5       | 4       | 33      | 26      | 19           | 2            | 9            | 8            | 17           | 28           | 38     | 12     | 14     | 12     | 50     | 54     | -4 |
| Coppa Italia | Primo Turno | 0       | 0       | 0       | 0       | 0       | 0       | 1            | 0            | 0            | 1            | 1            | 2            | 1      | 0      | 0      | 0      | 1      | 2      | -1 |
| Totale       | 35          | 19      | 10      | 5       | 4       | 33      | 26      | 20           | 2            | 9            | 9            | 18           | 30           | 39     | 12     | 14     | 13     | 51     | 56     | -5 |